# Leucoraja melitensis
Leucoraja melitensis är en rockeart som först beskrevs av Clark 1926.  Leucoraja melitensis ingår i släktet Leucoraja och familjen egentliga rockor. IUCN kategoriserar arten globalt som akut hotad. Inga underarter finns listade i Catalogue of Life.